# Gochsheim (Unterfranken)
Gochsheim település Németországban, azon belül Bajorországban. Lakosainak száma 6378 fő (2023. december 31.).

## Népesség
A település népessége az elmúlt években az alábbi módon változott:
| Lakosok száma | 1751 | 3530 | 5883 | 5997 | 6148 | 6182 | 6257 | 6286 | 6351 | 6378 |
|               | 1875 | 1950 | 1975 | 1987 | 2012 | 2014 | 2016 | 2017 | 2021 | 2023 |